# Richard Cobb
Pour les articles homonymes, voir Cobb.
Richard Charles Cobb, né le 20 mai 1917 à Frinton-on-Sea (district de Tendring, Essex, Grande-Bretagne) et mort le 15 janvier 1996 à Abingdon (Grande-Bretagne), est un historien britannique, professeur d'histoire à l'université d'Oxford.

## Biographie
Après des études Merton College et l'université d'Oxford, il devient historien, spécialiste de la violence populaire et institutionnelle en France à l'époque moderne
Professeur d'histoire moderne à l'université d'Oxford, il publie de nombreux ouvrages et écrit en français.
Richard Cobb connaît bien la France pour y avoir fait de nombreux et longs séjours entre 1936 et 1939 et y avoir vécu dix ans à partir de 1946.

### Prix et distinctions
- 1976 : Officier de l'ordre national du Mérite
- 1978 : Commander of the British Empire
- 1979 : Wolfson Prize for History
- 1984 : chevalier de la Légion d'honneur

## Publications

### Ouvrages
- Les armées révolutionnaires. Instrument de la Terreur dans les départements. Avril 1793-Floréal An II, Paris-La Haye, Mouton and C°, 1961-1963, 2 volumes in-8°, VIII-1017 p., présentation en ligne, présentation en ligne.
- Vivre avec l'ennemi : la France sous deux occupations : 1914 - 1918 et 1940 - 44, Éd. Sorbier, 1985, 205.p,
- (en) Richard Cobb (photogr. Nicholas Breach), The Streets of Paris, Londres, Duckworth, 1980, 160 p. (ISBN 978-0-7156-1121-0 et 978-0-715-61460-0)
- Still Life, 1983
- La Mort est dans Paris : enquête sur le suicide, le meurtre et autres morts subites à Paris, au lendemain de la Terreur : octobre 1795-septembre 1801…, traduction de Death in Paris[4] par Daniel Alibert-Kouraguine, Paris, le Chemin vert, 1985.
- (en) Paris and elsewhere, John Murray, 1998 dont un extrait a été traduit: Marseille  (trad. de l'anglais par Eric Lang), Paris, Allia, 2001, 90 p. (ISBN 2-84485-064-2, lire en ligne).
- A Classical Education, 1985 ; traduction française (Catherine Barret) : Une éducation classique, La Manufacture, 1990, rééd. Phébus, 1999.
- Something to Hold Onto, 1988.
- Les tours de France de Monsieur Cobb, Paris, Les Éditions du Sorbier, coll. « D'autres histoires », 1984, 250 p., présentation en ligne, présentation en ligne.
- La Protestation populaire en France (1789-1820), coll. « Archives des sciences sociales », Paris, Calmann-Lévy, 1975, 325 p., présentation en ligne, présentation en ligne.

### Articles
- « L'arrestation de Boulland en messidor an II », Annales historiques de la Révolution française, no 121,‎ janvier-mars 1951, p. 82-84 (lire en ligne).
- « Trois témoignages sur les massacres de septembre », Annales historiques de la Révolution française, no 122,‎ avril-juin 1951, p. 171-175 (lire en ligne).
- « Note sur la répression contre le personnel sans-culotte de 1795 à 1801 », Annales historiques de la Révolution française, no 134,‎ janvier-mars 1954, p. 23-49 (lire en ligne).
- « Quelques documents sur les massacres de septembre », Annales historiques de la Révolution française, no 138,‎ janvier-mars 1955, p. 61-66 (lire en ligne).
- « Jaubert et le procès des Hébertistes », Annales historiques de la Révolution française, no 147,‎ avril-juin 1957, p. 126-138 (lire en ligne).
- « Quelques aspects de la mentalité révolutionnaire (avril 1793-thermidor an II) », Revue d'histoire moderne et contemporaine, t. VI,‎ avril-juin 1959, p. 81-120 (lire en ligne).